# Nmap
Nmap je softver distribuiran pod GNU GPL licencijom od insecure.org (written by Fyodor) osmišljen kao aplikacija za port scanning odnosno
za pronalazak otvorenih "portova" ili vrata na računalima.
Programiran je u C, C++, Python (programski jezik), Nmap više-platformska aplikacija što znači da se moze korisiti na raznim operacijskim sustavima.
Nmap je u stanju pretpostaviti koji operativni sustav koristi ciljano računalo tehnika poznata kao fingerprinting.
Ovaj program je postao neizbježan alat administratora informatičkih sustava prilikom testiranja sigurnosti računala.
Kao i mnogi drugi instrumenti ovoga tipa Nmap koriste administratori ali isto tako i crackeri ili script kiddies.

## Zanimljivosti
- U filmu "The Matrix Reloaded" Trinity koristi Nmap port scanner za "provalu" u sustav preko SSH aplikacije koristeći bug CRC32 (otkriven 2001.).
- U filmu "Bourneov ultimatum" CIA koristi Nmap za "provaljivanje" u mail account reporterke.

## Vanjske poveznice
- Službena stranica Nmap
- Priručnik na Hrvatskom Nmap